# Parafia św. Rocha w Boczkach Chełmońskich
Parafia św. Rocha w Boczkach Chełmońskich – rzymskokatolicka parafia  należąca do dekanatu Łowicz-Katedra w diecezji łowickiej.
Erygowana 18 grudnia 1976 roku przez arcybiskupa warszawskiego Stefana Wyszyńskiego.
Od 2017 proboszczem jest ks. dr Mariusz Szmajdziński.

## Zasięg parafii
Do parafii należą wierni z następujących miejscowości: Błędów, Boczki Chełmońskie, Gągolin Zachodni (część), Łaguszew, Płaskocin (część), Sierżniki i Sromów (część).